# Boca, Piemonte
Boca är en ort och kommun i provinsen Novara i regionen Piemonte i Italien. Kommunen hade 1 198 invånare (2018).